# Wilhelm Bahlmann
Friedrich Wilhelm Bahlmann (* 11. September 1828 in Warendorf; † 25. Februar 1888 in Berlin) war ein deutscher Richter, Ministerialbeamter und Parlamentarier.

## Leben
Wilhelm Bahlmann studierte an der Rheinischen Friedrich-Wilhelms-Universität Bonn Rechtswissenschaft. 1848 wurde er Mitglied des Corps Saxonia Bonn. Nach dem Studium schlug er die Richterlaufbahn ein. Er wurde Kreisgerichtsdirektor in Falkenberg. 1868 wechselte er als Kreisgerichtsdirektor nach Neustadt O.S. 1873 wurde er zum Vortragenden Rat in das Preußische Ministerium der geistlichen, Unterrichts- und Medizinalangelegenheiten berufen. Er war Mitglied des Disziplinarhofs und Senatsmitglied der Akademie der Künste. Er gehörte verschiedenen Künstler-Stiftungen an. Von 1867 bis 1873 war er für den Wahlkreis Regierungsbezirk Oppeln 9 (Neustadt, Falkenberg) Mitglied im Preußischen Abgeordnetenhaus. Er gehörte der Fraktion der Freikonservativen Partei an. Der Bibliothekar Paul Bahlmann und der Politiker Karl Bahlmann waren seine Söhne.

## Schriften
- Das Preußische Grundbuchrecht. Vahlen, Berlin 1872.

## Ehrungen
- Geheimer Regierungsrat (1873)
- Geheimer Oberregierungsrat (1876)
- Roter Adlerorden 3. Klasse
- Roter Adlerorden 2. Klasse mit Eichenlaub (1885)